# 土星电器城

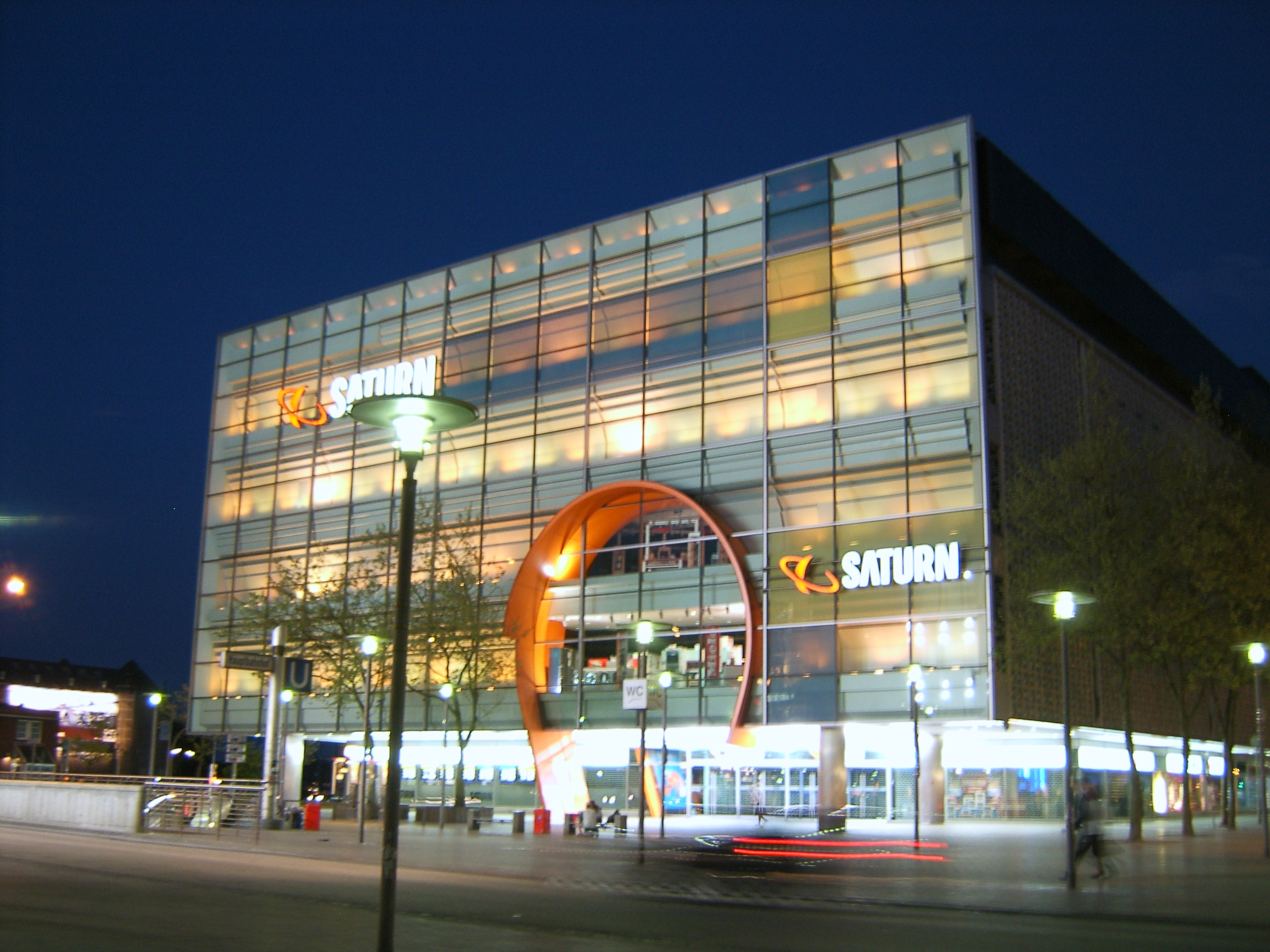
一家位于汉堡的土星电器城门店。

土星电器城（Saturn）是一家德国的电器零售商，在欧洲多个国家拥有分店。土星电器城主营家用电器，娱乐电器以及包括CD和DVD之类的音像制品。土星电器城与万得城电器同属万得-土星控股，由麦德龙实际控股。